# Michail Alexejewitsch Schtalenkow
Michail Alexejewitsch Schtalenkow (russisch Михаил Алексеевич Шталенков; * 20. Oktober 1965 in Moskau, Russische SFSR) ist ein ehemaliger russischer Eishockeytorwart, der während seiner aktiven Karriere unter anderem für die Mighty Ducks of Anaheim, Edmonton Oilers, Phoenix Coyotes und Florida Panthers in der National Hockey League gespielt hat. Seit Juni 2012 ist er Assistenztrainer beim HK Witjas.

## Karriere
Schtalenkow war zunächst für den HK Dynamo Moskau aktiv, für dessen Profimannschaft der Torwart in der Saison 1986/87 in der Wysschaja Liga debütierte. In seiner ersten Spielzeit stand er in 17 Spielen für den HK Dynamo Moskau zwischen den Pfosten und beendete das Spieljahr auf dem zweiten Platz hinter Serienmeister HK ZSKA Moskau. Aufgrund seiner überzeugenden Leistungen, mit denen der Schlussmann entscheidend zu diesem Erfolg beigetragen hatte, erhielt er schließlich nach Saisonende die Ehrung als bester Neuling der Wysschaja Liga überreicht. In den folgenden drei Spielzeiten bildete er, wie bereits in seiner Debütsaison, ein Torwart-Duo mit Nationaltorhüter Wladimir Myschkin.
Beim NHL Entry Draft 1993 wurde er in der fünften Runde an 108. Position von den Mighty Ducks of Anaheim ausgewählt. 1993 wechselte er zu den Kaliforniern in die National Hockey League. Weitere Stationen seiner Karriere in der NHL waren Edmonton Oilers, Phoenix Coyotes und Florida Panthers. In der Saison 1992/93 gewann er die Garry F. Longman Memorial Trophy. Zur Saison 2000/01 wechselte er wieder nach Russland und spielte noch eine Saison für seinen alten Heimatverein Dynamo Moskau. 

### International
Am 7. Dezember 1990 wurde Schtalenkow erstmals in das Team der sowjetischen Nationalmannschaft berufen. Nach dem Zerfall der Sowjetunion war er zunächst Mitglied des Vereinten Teams und danach der russischen Nationalmannschaft. Seine internationale Karriere wurde mit der Goldmedaille bei den Olympischen Winterspielen 1992 und Silbermedaille 1998 gekrönt. 1992 wurde er in die „Russische Hockey Hall of Fame“ aufgenommen.
Bei der Summit Series 2007 war er als Torwarttrainer der russischen U20-Auswahl aktiv. Zwischen 2012 und 2017 er als Assistenztrainer respektive Torwarttrainer bei Witjas Tschechow tätig.

## Erfolge und Auszeichnungen
| - 1987 Bester Neuling der Wysschaja Liga - 1990 Sowjetischer Meister mit dem HK Dynamo Moskau - 1991 Sowjetischer Meister mit dem HK Dynamo Moskau | - 1992 GUS-Meister mit dem HK Dynamo Moskau - 1993 Garry F. Longman Memorial Trophy - 1999 NHL-Spieler des Monats Oktober |

### International
- 1992 Goldmedaille bei den Olympischen Winterspielen
- 1998 Silbermedaille bei den Olympischen Winterspielen